# Hydrochoerus isthmius
Hydrochoerus isthmius är en gnagare som förekommer i norra Sydamerika och i Panama. Populationen listades en längre tid som underart eller synonym till kapybaran. Nyare taxonomiska avhandlingar och IUCN godkänner den som art.

## Utseende
Arten har med en kroppslängd (huvud och bål) av 0,8 till 1,0 meter, en mankhöjd av 0,5 till 0,6 meter och en vikt mellan 25 och 45 kg – ungefär samma storlek som kapybaran. Svansen förekommer bara rudimentärt och den är gömd i pälsen. Kroppen är täckt av blek orange- till rödbrun päls. Liksom hos kapybaran är huvudet ungefär fyrkantigt. Hydrochoerus isthmius har fyra tår vid framtfötterna och tre tår vid bakfötterna. Hydrochoerus isthmius har simhud mellan tårna.

## Utbredning och habitat
Utbredningsområdet sträcker sig från centrala Panama till nordvästra Venezuela och norra Colombia. Arten vistas alltid nära vattenansamlingar som förgreningar av vattendrag, insjöar, träskmarker eller laguner.

## Ekologi
Individerna kan vara aktiva på dagen och på natten. De lever ensam eller i flockar. Honor kan bli brunstiga under alla årstider. Efter dräktigheten som varar 104 till 111 dagar föds 2 till 8 ungar. Ungarna är vid födelsen bra utvecklade och de kan efter kort tid följa modern.
Hydrochoerus isthmius äter huvudsakligen gräs och vattenväxter men den tar även grönsaker och betraktas därför av bönder som skadedjur. Den har ett skällande varningsrop och den gömmer sig i vattnet när den hotas.

## Status
Hydrochoerus isthmius jagas intensiv för köttets skull. Det största hotet är däremot habitatförstöring genom vattenreglering eller genom föroreningar. Å andra sidan lever arten i några naturskyddsområden. IUCN listar hela beståndet med kunskapsbrist (DD).